# マリア (ハヤテのごとく!)
マリアは、畑健二郎の漫画作品およびそれを原作とするアニメおよび台湾ドラマ『ハヤテのごとく!』に登場する架空の人物。アニメでの声優は田中理恵。台湾ドラマ版での出演はティア・リー。

## プロフィール
- 誕生日[1]：12月24日（仮）※理由は後述。
- 血液型：O型
- 年齢：17歳
- 身長：158cm
- 体重：42kg

## 経歴
三千院家に仕える有能で美人なハウスメイド。現在はハヤテと共にナギに仕えている。とあるクリスマスイブに、ある教会のマリア像の前で拾われた。「マリア」という名前や12月24日の誕生日は、このことから便宜上与えられたものである。
4歳の頃から三千院家におり、日本より海外生活の方が長い。幼い頃から帝に英才教育を受けている。飛び級で白皇学院高等部に10歳で入学し、1年生にして生徒会長を2期連続で務めて、最優秀生徒に贈られる銀時計を3つ与えられるなど、成績においては3年間首席で、13歳の時に高校を卒業した。その後、学校嫌いで頭の良さから誰の教えも受けたがらないナギの家庭教師となり、身の回りの世話も務めるようになって現在に至っている。雇い主である帝もマリアには弱く、ナギが三千院家を追い出された際も、帝の引き留めに迷うこともなくナギと共に行くことを決めた上に、屋敷の合い鍵を所持したままで出入りも自由である。
牧村志織は5歳年上だが白皇の同期にして副会長で、行動が予測できない彼女をマリアは現在も最も苦手としている。また、アニメ版では現理事長の葛葉キリカとも面識がある。なお、1年生にして生徒会長を務めた生徒は白皇史上マリアとヒナギクのみであり、また飛び級であったため今のヒナギクより当時のマリア（10歳）の方が幼かった。

## 人物像
優しくて面倒見のよい性格をしており、三千院家の屋敷の家事を一身に担う器量を持っている。話し方や物腰も大人っぽく落ち着いており、母親のような包み込む優しさも持ち、ハヤテやナギを窘めている。しかし何もかも許容するような性格でもなく、怒るとかなり怖いが決してはっきりと表面に表したりはせず、常に満面の笑みを浮かべる。怒らせた相手に対して行きすぎとも言えるようなことをしようとすることもある。また、ハヤテやナギにからかわれると拗ねて子供っぽい態度を取る一面もある。ゴキブリが苦手で、目にすると普段の姿が嘘のように我を忘れてとまどったり怯えたりする。ナギやハヤテが滅茶苦茶にした部屋をいつも片付けているので苦労が絶えず、酷いときには目が死んだようになる。普段はナギのことを「ナギ」と呼ぶが、皮肉を込めた時や主従の体裁を保つ時だけ「お嬢さま」と呼ぶ。相当な料理の実力者でヒナギク以上の手際の良さだが、ハヤテも上手く、ハヤテには料理で丸め込まれたり落ち込んだりする。お菓子作りも結構得意で、アップルパイをよく作っているほか、巨大なチョコの細工も作っている。超甘党のキリカも彼女のケーキにすぐ満足した。歌を歌うのが好きで一人でカラオケをしていることもある。邸内で趣味と実益を兼ねた家庭菜園も行っている。また、ナギがハヤテを女装させる時に思わず悪乗りをしてしまう癖もある。意図的なのかどうかは不明だが、表現は直球か遠まわしと極端であり、結果的に話し相手に止めを喰らわせるような発言が多い。
メイドとしての完璧なスキルに加え、帝から受けた英才教育のために常人離れした数々の才能を持っており、白皇を13歳で卒業したこと以外にもナギを上回る13か国語を解するなどの高い学力がある。ハヤテが借金を返しきるまであと約40年かかるとその場で計算したのもマリア。ゲームと名のつくものは全て得意で、テレビゲームやチェスはナギに楽勝、ビリヤードはハヤテを圧倒。ラジコン製作もうまい。釣りに至っては普段と振る舞いが変わるほど（アニメでは顕著。後述）熱中する傾向があり、巨大魚を釣り上げたり、三千院家の淡水魚の食材の調達もしている程。卓球など身体技術も優れており、学生時代は飛び級にもかかわらずスポーツ万能だったという。メイドでありながら屋敷の防犯・監視システムから何人ものSPに指示を下し、SPは主のナギを差し置いてマリアに従ってしまうなど、単なるメイドではない描画がされている。また、滅茶苦茶になった部屋の修理代を張本人であるクラウスの給料から差し引くと言ったり、ことごとくナギを守りきれないSPに対して給料の減額を示唆したりなど、家計というよりは財務・経理そのものを管理しているようである。それ故に執事長のクラウスでも頭が上がらない。白皇学院においては1点差で編入試験を不合格になったハヤテを自分の推薦状で合格させるほどの信頼を白皇学院から得ており、またその成績・経歴から白皇では伝説の生徒であると言われ、咲夜に「非の打ち所のない天才」と評されるように、周囲からはこういった数々の才能から完璧超人と思われている。
しかし、ずっと屋敷にいるため世間知らずな一面もあり、メイド服で外出することに疑問を感じなかったり、ナギや伊澄らと同様に新幹線以外の鉄道（下田旅行編では駅で電車に乗る方法や、グリーン車の意味すらわからず、いつも面倒を見ているナギとともに迷子になりかけたほどだった）に乗ったことがなく、カラオケボックスのシステム、カップラーメンの食べ方も知らない。特に自分で料理をする予定のない旅行にも、愛用の包丁セットを当たり前のように持参したりする。金銭感覚も庶民とはかけ離れていて、3日だけ外泊することになったハヤテに100万円を渡しておいて「返されても困るので使い切って欲しい」と言うほどである。このためか、ハヤテには少し天然系であると思われている。ハヤテには誤解されているが、学生時代は勉強に明け暮れ、卒業後はすぐにナギ付きのメイドとなり、その後もずっと屋敷にいたため恋愛経験はなく、ハヤテのいうところの「灰色の青春」を送っている。そのため恋愛についての話を聞くと戸惑ってしまう。これについて飛び級により学生時代から周りに年の近い男の子がいないため、年相応の青春を体験しなかったため、とマリア本人は自分に弁解している。現在はハヤテがいるが、ハヤテに肩に手を触れられ話しかけられただけで変に誤解しそうになったり、ハヤテがチョコをあげたのにクッキーをホワイトデーのお返しと勘違いし、ナギに指摘されるまで気づかなかったこともある。将来の夢もナギが引きこもりから脱却して真人間になることくらいで、月を見ながら自分の人生を考えたりする時もある。ナギの影響で漫画を描いたこともあるが、ハヤテをファーザーに喩えて描いたり、童話風の極めてほのぼのとした導入部から唐突に宇宙をまたに駆けた壮大なSF巨編となる常軌を逸した荒唐無稽極まりない展開を見せるなど、ナギの影響を受けたシュールな作風になっている。

## 容姿
17歳でありながら容姿も大人っぽい。特に制服姿は白皇の他の女の子よりも段違いに可愛いらしく、白皇学院に潜入したときには知らない生徒から「可愛い子」「美人」だと思われたり、白皇の生徒会長時代にも人気を集めていた。しかしなぜ目立っているのかを理解できなかったので自覚はない。ハヤテには「美人でキレーなお姉さん」と思われている。だが、実年齢よりもかなり年上に見られ17歳相応に扱ってもらえないために度々落ち込み、何度も「ピチピチです」と主張している。また8巻3〜5話では白皇学園の制服を着たとき、ナギとハヤテにコスプレに間違われてしまったことがある。ムラサキノヤカタに移り住んでからは、メイドというよりも、まるで専業主婦のような言動が増え、千咲から「オカン」と評されている。
常にロングスカートで紺色のメイド服を着ており、普段は見えないが黒のニーソックスを履いている。いつもメイド服なので他の服を着ると普段を知っている人からは不審がられたりからかわれたりすることが多く、学院に潜入するため制服を着た際は「不気味なコスプレ」「恥ずかしい格好」とナギやハヤテに言われている。また、他にもネコミミをつけさせられたり「メイドブラックマックスハート」の衣装を着せられたりとコスプレまがいの衣装も着せられ「見なかったことにしてほしい」と思ってしまうような目にも遭った。第13巻第11話ではナース姿に変装しているが、すぐにハヤテたちにバレている。
髪は茶色。また、普段髪を結っているので分かりにくいが、ハヤテと同じく髪型に癖があり前髪が盛り上がっていて、頭頂部から髪が少し跳ねている。眉間に下がる前髪には癖が入っており、常に捩れている。ナギは「その髪型は一体どうなっているのだ」と言っている。瞳は赤色。

## 対人関係
ナギとは幼い頃からの付き合いで、姉妹や親友のような存在である。2人は単なる主従の関係を越えており、前述の通り他人の前で体裁を保つとき以外はナギのことを名前で呼び捨てにしている（敬語は用いている）。ナギにとってはメイドであり母であり姉であり友達でもあるため、今は世界で一番大事な人。また白皇の卒業生としても頼られ、ヒナギクとの関わりもある。牧村の作った動画研究部では「可愛い女の子の映像を残す」という名目で体操着姿などをビデオで撮影されていた。その後、ネット上にその動画が流出してしまったので、何とか消そうと尽力している。
ハヤテとは仲が良く、落ち込みやすいハヤテを慰めたりする。また、ハヤテがオドオドする姿（主に恋愛絡み）を見て可愛いと思いからかう一方で、アニメ第1期第19話ではハヤテを守ろうと大の苦手のゴキブリの怪人相手に立ちはだかることもある。ハヤテの女装姿をかなり気に入っているようで、罰ゲームとして女装させようとする時がある。マリアを美人だと思っているハヤテとは違って特別これといった恋愛感情のようなものはないが、たまたま温泉に一緒に入って裸を見られたり、ハヤテの必殺技でスカートをめくられる事故が起きたり、ハヤテがつまづいて転んだ拍子に胸に顔をつっこまれたり、高温状態のサウナが停電中、スカートが何かに引っ掛かったためそれを脱いだ姿をもろに見られたりと色々と恥ずかしい経験をしている。また、扉絵でも自身の入浴シーンが描かれたりしている。おまけ漫画ながら第14巻でハヤテにツンデレ疑惑を掛けられた（本人はツンデレを知らないらしく、「ツンなんとか」と言っていた）。ハヤテがナギを誘拐しようとした事実を知っている唯一の人物であり、そして2人の双方誤解の上に成立している危ういナギの恋の成就を願っている。アニメ第1期第42話ではナギが原作を最初から読み直す話があったが気付いていない。ナギのハヤテに対する気持ちを誰よりも理解しており、2人の関係がよくなるように努力している。しかし、その行為を（鈍感な）ハヤテは自分に好意を寄せているマリア自身のアプローチと誤解し、さらに2人の仲を複雑にしている。しかしアテネの件以降はハヤテがマリアを以前ほど意識するようなそぶりは見られなくなった（主要の女性キャラが増え2人の絡みが減った事もある）。
伊澄は遠まわしに彼女がハヤテのことを好きになると大変なことになると予期しており、第10巻第4話でのナギの漫画や、キャラクターCDに収録された曲の歌詞では今後のハヤテとナギを巡るマリアの行動がほのめかされている。
また、前述のように周りに年の近い人物がいない学生時代を送ったことと、基本的には屋敷にしかいないためか、作中では「友人」と呼べるような人物はほとんど登場しておらず、知人もハヤテとナギの関係者ばかりである。そのため、一見するとハヤテやナギよりも交友関係はないように見える。ただ同じメイドのサキとは二人で談笑したり主の成長について相談したりするなど親密な様子が見られる。

## アニメ
- 第1期第22話では釣りの場面で田中の演技がキツい性格のキャラっぽくなり、この話ではナギがマリアを「怖い」という表現が追加されている。
- アニメでは第4期第6話以外すべてに登場しており、ほとんどの話で本編に絡んでいる。
- 第1期第38話にて誕生日を迎えたため18歳になっているはずだが、それ以降の話でも17歳だと言っている[12]。

## 備考
- 最初に第1巻のプロフィールで年齢が公開されたとき、上記のような容姿のせいで多くの読者が「まだ17歳だったんですか?」といったような感想を抱き、ファンレターでもそのことが多く書かれた。このネタはアニメ第1期第10話でも使用された。
- 読切時は現在とは違う性格をしており、ハヤテを好きになったナギを苦悩させるため（マリア自身はそんなナギの姿を楽しむため）に彼を執事として雇ったり、「（ハヤテが）能なしならクビになるだけですし」と言ったりと、サドで腹黒い性格が丸出しな言動をしていたので、本作でも読者に本当は腹黒い性格を隠していると思われてしまうことがある。連載時の設定が変わったためそのような言動はあまり見なくなったが、天の声が「若干腹黒…」と言った時には包丁を突きつける行為を見せたり、オートマチック拳銃を取り出して笑顔でロシアンルーレットをやらせようとしたり[13]と、腹黒さを見せることもある。アニメでは腹黒さが出るシーンが若干強調された。
- 連載当初は上記のように実年齢より上に見られることや読切時の腹黒いイメージが先行したため人気が無く、ハガキの量は圧倒的に少なかった[14]。一応はナギと共にメインヒロインであるにもかかわらず、女装ハヤテの方が人気が高かったほどである[14]。しかし、キャラクター人気投票では、第1回・第2回とも1位のヒナギクの半分以下の票数ながらもハヤテやナギを抑えて2位を獲得している（ただし第3回では5位と、大幅なランクダウンしている）。秋葉原エンタまつり2007で行われた「ハヤテのごとく!キャラクター人気投票in秋葉原」では3位、2008年4・5月の「ハヤテのごとく!キャラクター人気投票in大阪・日本橋」では4位と安定した人気を保っている。
- 『ハヤテのごとく!公式ガイドブック』にて作者が「頭がズバ抜けて良いことや白皇の生徒会長をやっていたのは無駄にある設定ではない」と語っている。
- 第1話から登場しているメインキャラクターだが、現時点では単行本の背表紙に登場していない。
- ナギがまともになること（外出すること）を望んでいるが、三千院家の屋敷外では出番は少ないため、そのことに悩んでいるようである。アニメ第1期では第3クールに入った際に出番の減少を危惧するようなシーンがある。
- アニメ『君が主で執事が俺で』では第8話の次回予告にて声優繋がりのネタで出演している。
- 王族の庭城にある天球の鏡にて、アテネとハヤテが覗き込んだ際、マリアの幼少期と思われる人物が登場しており、ハヤテの発言「誰なんだろうねーアーたん！」から、ハヤテの知っている人では無かったことが分かる。また、その際、マリアはリボンをしており、17巻の裏表紙からアテネのリボンと同じ赤色であることが分かる。
- 台湾ドラマ版の終盤では、マリアの正体は帝に記憶を封じられた天王州アテネである事が発覚。同時に白皇学院は彼女の生家となった王族の庭城（ロイヤル・ガーデン）を取り壊して建設された場所であることが明らかになる。更にナギに白皇学院理事長の立場を譲られたマリアは、白皇学院を廃校にし、取り壊させるという復讐を決行する。
- 第52巻の限定版付属の「ハヤテ大反省会・下」において、連載開始当初ハヤテの異母姉という構想があったことが明かされた。